# Período Arcaico
Período Arcaico é o nome que se dá ao período da Grécia Antiga em que ocorreu o desenvolvimento cultural, político e social, situado entre c. 800 a.C. e 480 a.C. Um dos fenômenos mais importantes do Período Arcaico foi o da colonização, que espalhou os gregos um pouco por toda a área costeira da bacia do mar Mediterrâneo e do mar Negro.

## A colonização
Um dos fenômenos mais importantes do Período Arcaico foi o da colonização, que espalhou os gregos um pouco por toda a área costeira da bacia do mar Mediterrâneo e do mar Negro.
Os motivos que geraram estes fenômenos foram variados. Entres eles podem ser referidos os excessos populacionais, as dificuldades da pólis em alimentar a sua população após um período de seca ou de chuvas torrenciais, os interesses comerciais ou a simples curiosidade e espírito aventureiro.
A colonização grega obedecia a um planeamento preciso, que implicava, para além da escolha do local que seria colonizado, a nomeação do comandante da expedição (o oikistes) que seria responsável pela conquista do território e que o governaria a colônia (apoika, "residência distante") como rei ou governador. Antes de partir com a sua expedição, o oikistes consultava o Oráculo de Apolo em Delfos, que aprovava o local sugerido ou propunha outro. O deus Apolo encontrou-se assim associado à colonização; muitas colônias na Ilíria, Trácia, Líbia e Palestina recebem o nome Apolónia em sua honra. Os colonizadores levavam da cidade mãe - a metrópole - o fogo sagrado e os elementos culturais e políticos desta, como o dialeto, o alfabeto, os cultos e o calendário. Por vezes as colônias poderiam fundar por sua vez outras colônias.  

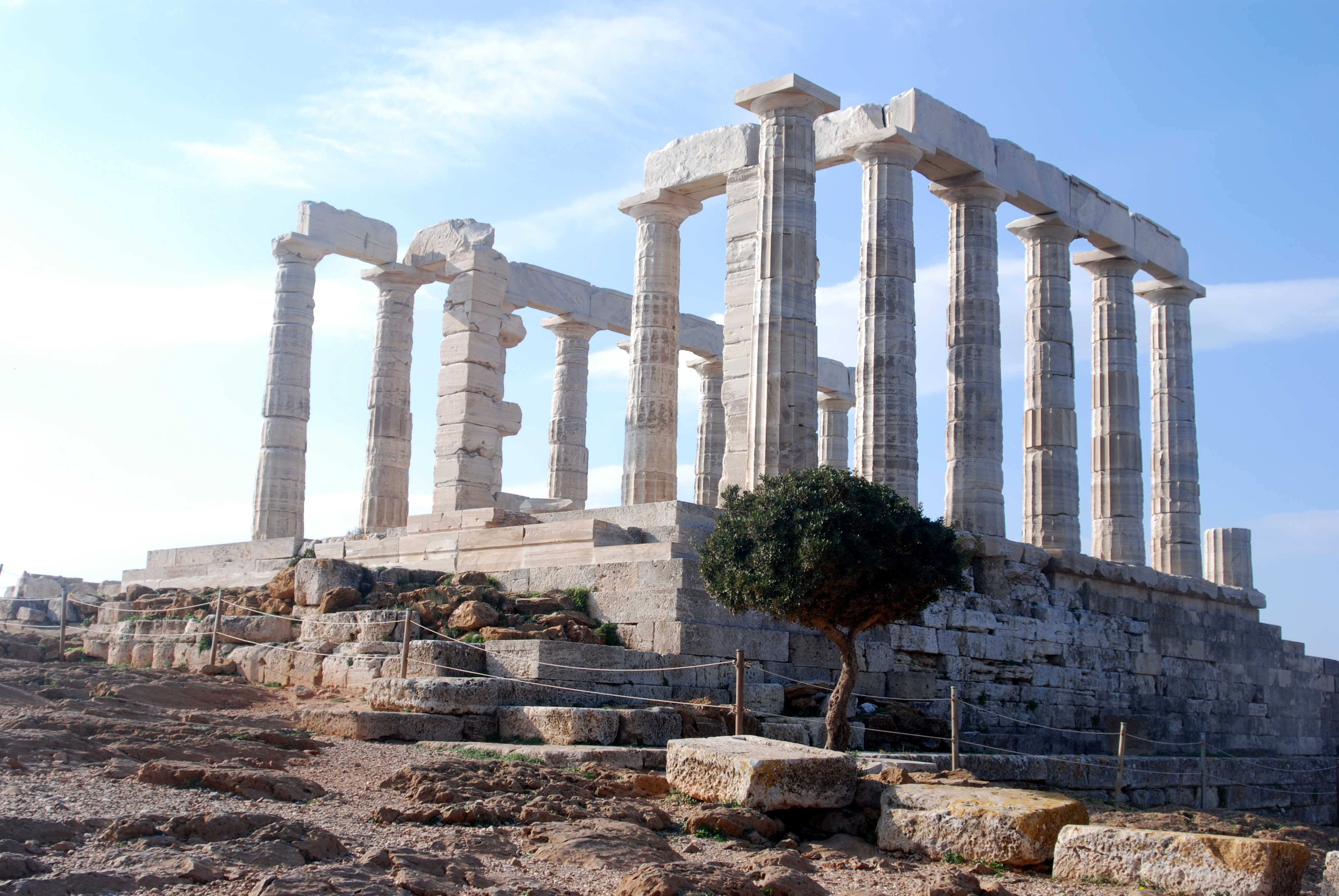
Cape Sounion Sounion ou em latim conhecido como Sunium (grego Σούνιον) está localizado 65 km a sudeste de Atenas, na Ática. Nos tempos antigos, o promontório foi usado para identificar os navios que se aproximam a Atenas antes de chegar. As ruínas do templo de Poseidon, construído no século V. C. sobre as ruínas de um templo construído no período arcaico, estão debruçadas sobre o mar a uma altura de quase 60 metros.

Uma das primeiras colonizações deste período data de 775 a.C., tendo sido uma iniciativa de gregos da cidades de Cálcis e Erétria que partem para a ilha de Ischia no golfo de Nápoles. Na década de 30 do século VIII estão documentadas as fundações de colônias na Sicília: Naxos e Messina (por Cálcis) e Siracusa (por Corinto)
As costas do mar Negro foram colonizadas essencialmente pela pólis de Mileto. As colônias mais importantes desta região foram Sinope (c. 700 a.C.) e Cízico (c. 675 a.C.). De Mégara partem colonos que fundaram em 667 a.C. a cidade de Bizâncio.
No norte da África Cirene foi fundada por colonos da ilha de Tera por volta de 630 a.C.. Na região ocidental do Mediterrâneo, salientem-se colônias como Massália (a moderna Marselha), Nice (de niké, vitória) e Ampúrias (esta última na Península Ibérica).
A colonização grega deve ser entendida de uma forma diferente da colonização realizada pelos Europeus na Idade Moderna e Contemporânea, na medida em que a colônia não tinha qualquer tipo de dependência política e econômica em relação à metrópole. Entre a metrópole e a colônia existiam laços cordiais (era por exemplo chocante que ocorresse uma guerra entre as duas), mas os gregos que partiam para uma colônia perdiam a cidadania que detinham na cidade de onde eram oriundos.

## O desenvolvimento do comércio
Uma das consequências da colonização foi o desenvolvimento do comércio, não apenas entre a colónia e a metrópole, mas entre as colônias e outros locais do Mediterrâneo. Até então o comércio não era uma atividade econômica própria, mas uma atividade subsidiária da agricultura. Algumas colônias funcionam essencialmente como locais para a prática do comércio e sem um estatuto político: os empórios.
O incremento da atividade comercial gerou por sua vez o fomento da indústria. Deste setor destaca-se a produção da cerâmica, sendo famosos os vasos de Corinto e de Atenas, que se tornaram os principais objetos de exportação.
No último quartel do século VII a.C. ocorreu o aparecimento na Lídia da moeda, que se espalhou lentamente por toda a Grécia.

## Transformações sociais e políticas

### Consequências do desenvolvimento do comércio e da indústria
Com o afluxo a partir das colônias de quantidades elevadas de cereais e com a importância que a exportação do vinho e do azeite adquiriu, desenvolveu-se entre as classes mais abastadas a tendência para substituir o cultivo do trigo pelo da vinha e da oliveira.
Os camponeses com poucos recursos econômicos ficam impossibilitados de proceder a esta substituição, uma vez a vinha e a oliveira necessitam de algum tempo até oferecerem resultados. Além disso, estas culturas exigiam menos mão de obra e alguns trabalhadores tornaram-se excedentários.
Em resultado desta realidade econômica nasce no Período Arcaico uma nova classe, a dos plutocratas, cujos membros, oriundos frequentemente das classes inferiores, enriquecem graças às possibilidades oferecidas pelo desenvolvimento do comércio e da indústria, atividades desdenhadas pela aristocracia. Esta classe possui ambições políticas, que na época se encontravam relacionadas com a posse de terra. Como tal, os plutocratas procuram comprar terras. Os nobres, não pretendendo serem relegados para segundo plano, entram também na corrida à compra das terras. As consequências desta competição econômica repercutem-se entre os camponeses de fracos recursos, cujas condições de vida se agravam.

### Os legisladores

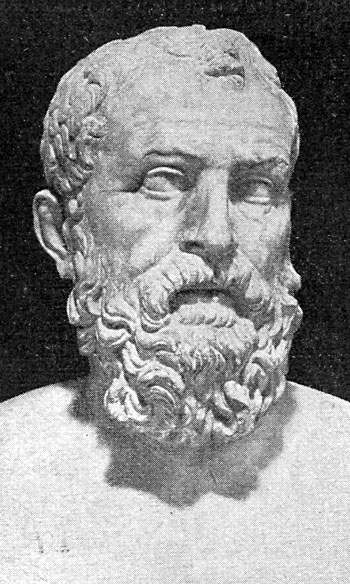
Sólon

Perante os conflitos sociais que se acentuaram na segunda metade do século VII a.C., as póleis procuraram resolver de forma pacífica os conflitos. As partes em conflito concordaram em nomear homens com uma reputação íntegra que dotam as cidades de códigos de leis - os legisladores.
Até então as leis não eram escritas, o que dava azo a interpretações arbitrárias ao serviço da aristocracia. A exigência de um código escrito das leis parte das classes populares.
Os primeiros legisladores conhecidos surgiram nas cidades da Magna Grécia em meados do século VII a.C.. O mais antigo legislador conhecido é Zaleuco de Locros, figura com contornos lendários, que teria escrito o primeiro código de leis, aceite por cidades da Magna Grécia (Sul da Itália e Sicília).
Em Atenas, os legisladores mais conhecidos foram Drácon e Sólon. Drácon foi o responsável pela elaboração do primeiro código de leis escritas. Sólon foi responsável por abolir a escravidão por dívida.

### Os tiranos
A obra dos legisladores não conseguiu resolver os conflitos sociais. Assim, quase todas as cidades gregas conhecem entre 670 e 510 a.C. o domínio dos tiranos. A palavra tirano não possuía a conotação negativa que hoje tem, significando apenas "usurpador com poder supremo"; entre os gregos, o termo só adquire um sentido negativo a partir do governo dos Trinta Tiranos em Atenas (404 a.C.), conhecidos pela sua crueldade.
Os tiranos conquistaram o poder através da violência e da força, recebendo o apoio das classes inferiores as quais passam depois a proteger. O fenómeno dos tiranos manifestou-se em primeiro lugar nas cidades comerciais. Os primeiros tiranos conhecidos foram Ortágoras em Sícion e Cípselo em Corinto. A Atenas do século VI conhece o tirano Pisístrato e Siracusa Dionísio, o Velho e Dionísio, o Novo.
Entre as medidas tomadas pelos tiranos encontram-se a partilha das terras, a abolição das dívidas e a isenção de impostos. Cunharam moedas e lançaram grandes obras públicas, que permitem absorver a mão de obra excedentária e que embelezaram as cidades. No campo da religião, procederam à centralização dos cultos.
Os descendentes dos tiranos acabaram por não manter o seu apoio às classes populares, tornando-se impopulares. Quase todos desaparecem antes de 500 a.C., derrotados por nobres ou por Esparta. Na Sicília, a situação diferente, dado que perante a ameaça dos Cartaginenses os tiranos conseguiram continuar no poder até ao século III a.C.
As tiranias foram substituídas por oligarquias ou democracias.